# Цымбалюк, Евгений Викторович
Евге́ний Ви́кторович Цымбалю́к (30 мая 1972, Магдебург, Германия) — украинский дипломат. Постоянный представитель Украины при Отделении ООН и других международных организациях в Женеве (с 2024).  
Чрезвычайный и Полномочный Посол Украины в Республике Кения (2015—2018). Постоянный представитель Украины при международных организациях в Вене (2019—2023).  

## Биография
Родился 30 мая 1972 года в Магдебурге (ГДР). В 1994 году окончил исторический факультет Киевского государственного университета имени Тараса Шевченко по специальности «историк, преподаватель истории». В 1991–1994 годах обучался на переводческом отделении факультета романо-германской филологии (немецкий, английский языки). В 1996 году окончил заочный факультет Киевского национального лингвистического университета по специальности «учитель немецкого языка». Свободно владеет английским и немецким языками.  

## Карьера
- 1993–1994: Атташе Управления информации МИД Украины;  
- 1994–1996: Атташе, третий секретарь, второй секретарь Секретариата Министра иностранных дел Украины;  
- 1996–1999: Второй секретарь Посольства Украины в Финляндской Республике;  
- 1999–2002: Первый секретарь, советник Управления политического анализа и планирования МИД Украины;  
- 2002–2006: Первый секретарь, советник Постоянного представительства Украины при международных организациях в Вене. Член украинской части Подкомиссии по вопросам функционирования Черноморского флота Российской Федерации на территории Украины Украинско-Российской межгосударственной комиссии;  
- 2006–2008: Начальник отдела Первого территориального департамента МИД Украины. Секретарь украинской части Подкомиссии по Черноморскому флоту;  
- 2008–2010: Советник Постоянного представительства Украины при ООН;  
- 2010–2012: Заместитель Постоянного представителя Украины при ООН;  
- 2012–2013: Заместитель руководителя рабочей группы по председательству в ОБСЕ, заместитель директора Департамента секретариата Министра иностранных дел Украины;  
- 2014–2015: Заместитель директора Департамента секретариата Министра иностранных дел Украины.  

## Дипломатические назначения
- 19.03.2015 – 19.06.2018: Чрезвычайный и Полномочный Посол Украины в Республике Кения;    
- 19.10.2015: Посол в Союзе Коморских Островов по совместительству;  
- 29.12.2015: Посол в Республике Руанда по совместительству;  
- 18.06.2016 – 19.06.2018: Посол в Объединенной Республике Танзания по совместительству;  
- 29.04.2019 – 27.10.2023: Постоянный представитель Украины при международных организациях в Вене;  
- 05.06.2020: Поднял вопрос о закрытии Библиотеки украинской литературы в России и запрете Всемирного конгресса украинцев;  
- С 21.12.2024: Постоянный представитель Украины в Женеве.  

## Дипломатический ранг
- Чрезвычайный и Полномочный Посланник 1-го класса (2015)[11];
- Чрезвычайный и Полномочный Посол (2017)[12].